# Dschimels
Der Dschimels (rätoromanisch dschimels, pl. zu lateinisch gemellus für ‹Zwilling›) ist ein Berg südöstlich von Preda, südlich der Albulapassstrasse und nordwestlich von Bever im Kanton Graubünden in der Schweiz mit einer Höhe von 2781 m ü. M. Es handelt sich um einen herzförmigen Doppelgipfel. Der tiefer gelegene weist eine Höhe von 2777 m ü. M. auf.

## Lage und Umgebung
Der Dschimels gehört zur Crasta-Mora-Gruppe, einer Untergruppe der Albula-Alpen. Über dem Gipfel verläuft die Gemeindegrenze zwischen Bergün Filisur und Samedan. Der Berg wird im Norden durch den Albulapass, im Süden durch die Val Bever und im Nordwesten durch die Val Pedret eingefasst. Der Albulatunnel befindet sich unterhalb des Westgipfels.
Zu den Nachbargipfeln gehören der Piz da las Blais (2929 m), der Piz Mez (2899 m) und die Crasta Mora (2952 m) im Osten, der Igl Compass (3015 m) im Norden, der Piz Palpuogna (2730 m) im Nordwesten, der La Piramida (2963 m) im Westen, der Piz Muottas (2912 m) und der Piz Spinas (2882 m) im Süden und der Cho d’Valletta (2496 m) im Südosten.
Talorte sind Preda, La Punt Chamues-ch und Bever, häufiger Ausgangspunkt ist die Albulapassstrasse.
Der am weitesten entfernte sichtbare Punkt vom Dschimels befindet sich 87 km in nordöstlicher Blickrichtung und liegt auf dem Gipfel der Wildspitze (3768 m). Die Wildspitze ist der höchste Berg Nordtirols und der Ötztaler Alpen und der zweithöchste Berg Österreichs.

## Routen zum Gipfel
Sowohl der Westgipfel (2777 m) als auch der minim höher gelegene Ostgipfel (2781 m) kann man besteigen. Die Überschreitung der spitz aufragenden, voneinander durch eine tiefe Scharte getrennten Granitkegel bildet eine anspruchsvolle Klettertour.

### Sommerrouten auf den Westgipfel

#### Von Südwesten
- Ausgangspunkt: Albulapassstrasse (2172 m)
- Via: Richtung Murtel digl Crap Alv, ostwärts zum Sattel im Südwesten des Berges, in der Falllinie des Gipfels gibt es zwei Optionen:

1. Rasenband auf den Westgrat, über grobe Blockstufen.
2. Rasenband auf den Südkamm, auf Platten und Rasenstufen auf eine Schulter, dann durch ein Couloir zum Gipfel.

- Schwierigkeit: WS, bis Murtel digl Crap Alv als Wanderweg weiss-rot-weiss markiert.
- Zeitaufwand: 3 Stunden

#### Über den Nordwestgrat
- Ausgangspunkt: Albulapassstrasse (2172 m)
- Via: Richtung Murtel digl Crap Alv, ostwärts im Rasen- und Geröllhang zum Nordwestgrat
- Schwierigkeit: WS, bis Murtel digl Crap Alv als Wanderweg weiss-rot-weiss markiert
- Zeitaufwand: 3½ Stunden (2 Stunden vom Einstieg)

#### Über den Ostgrat

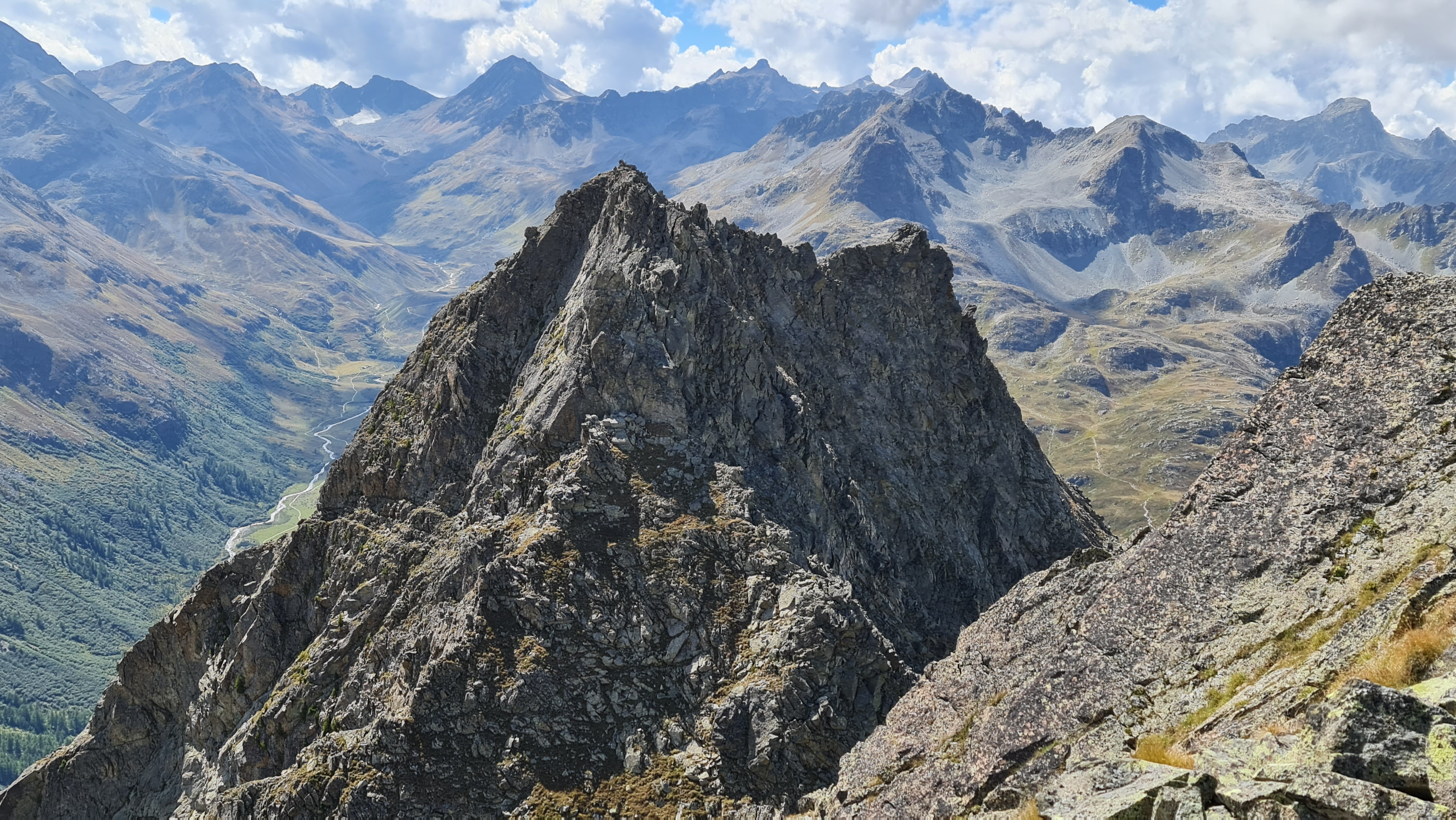
Westgipfel vom Hauptgipfel gesehen

- Ausgangspunkt: Scharte zwischen den Gipfeln
- Schwierigkeit: WS
- Zeitaufwand: ½ Stunde

### Sommerrouten auf den Ostgipfel

#### Über den Nordwestgrat

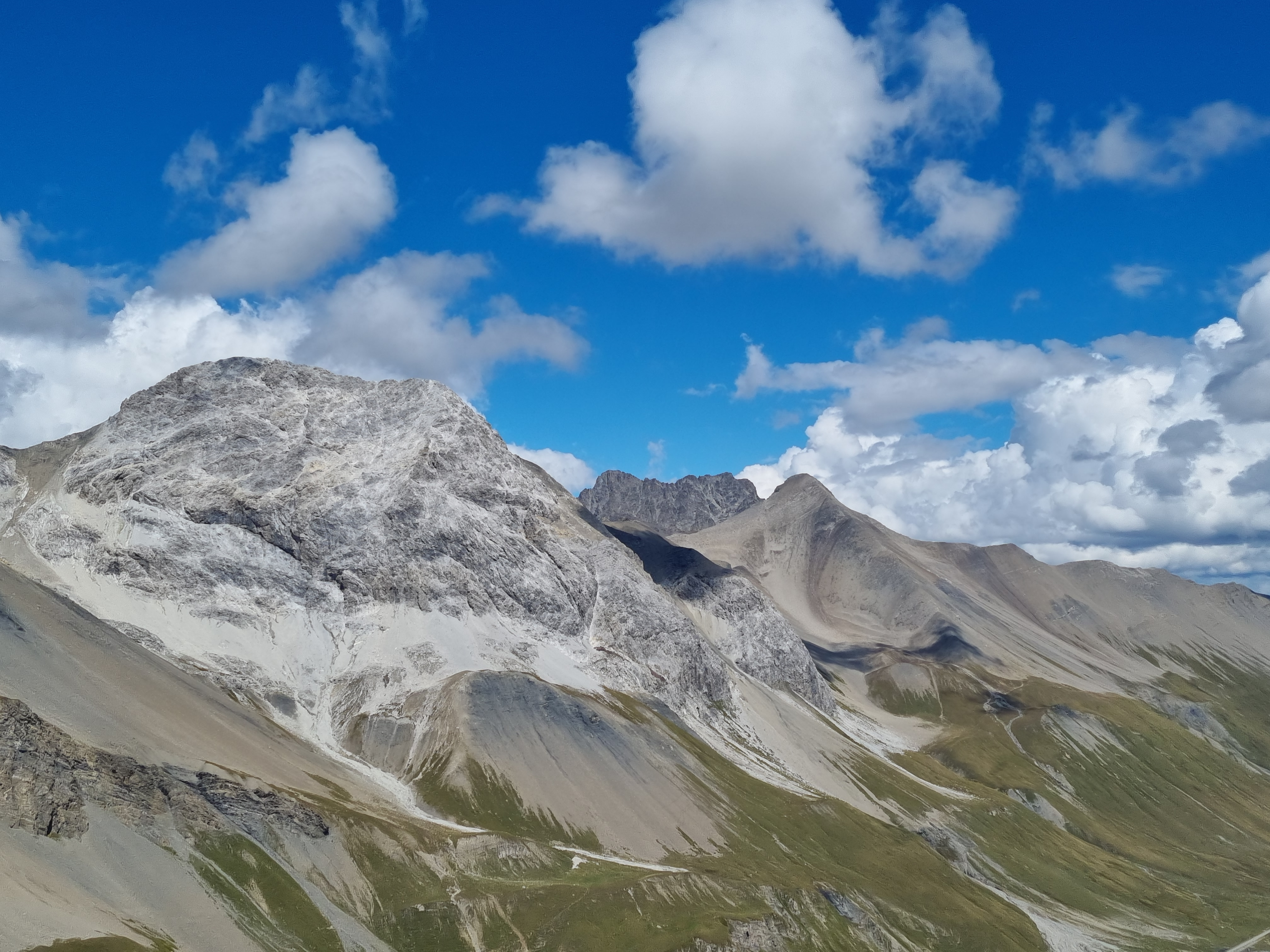
Blick vom Gipfel des Dschimels nach Nordosten zum Piz Üertsch, Piz Kesch und Piz Blaisun

- Ausgangspunkt: Albulapassstrasse P. 2203
- Via: Geröllrinne zwischen den Gipfeln
- Schwierigkeit: WS
- Zeitaufwand: 2½ – 3 Stunden

#### Über den Ostgrat
- Ausgangspunkt: Albulapassstrasse ca. 200 m oberhalb von P. 2203.
- Via: Fuorcla Melnetta (2632 m)
- Schwierigkeit: L
- Zeitaufwand: 2 Stunden

#### Über die Westkante
- Ausgangspunkt: Scharte zwischen den Gipfeln
- Schwierigkeit: ZS
- Zeitaufwand: ½ Stunde

## Bilder

Flugaufnahme über Preda von 1954, im Hintergrund der Doppelgipfel des Dschimels (rechts) und der Piz da las Blais
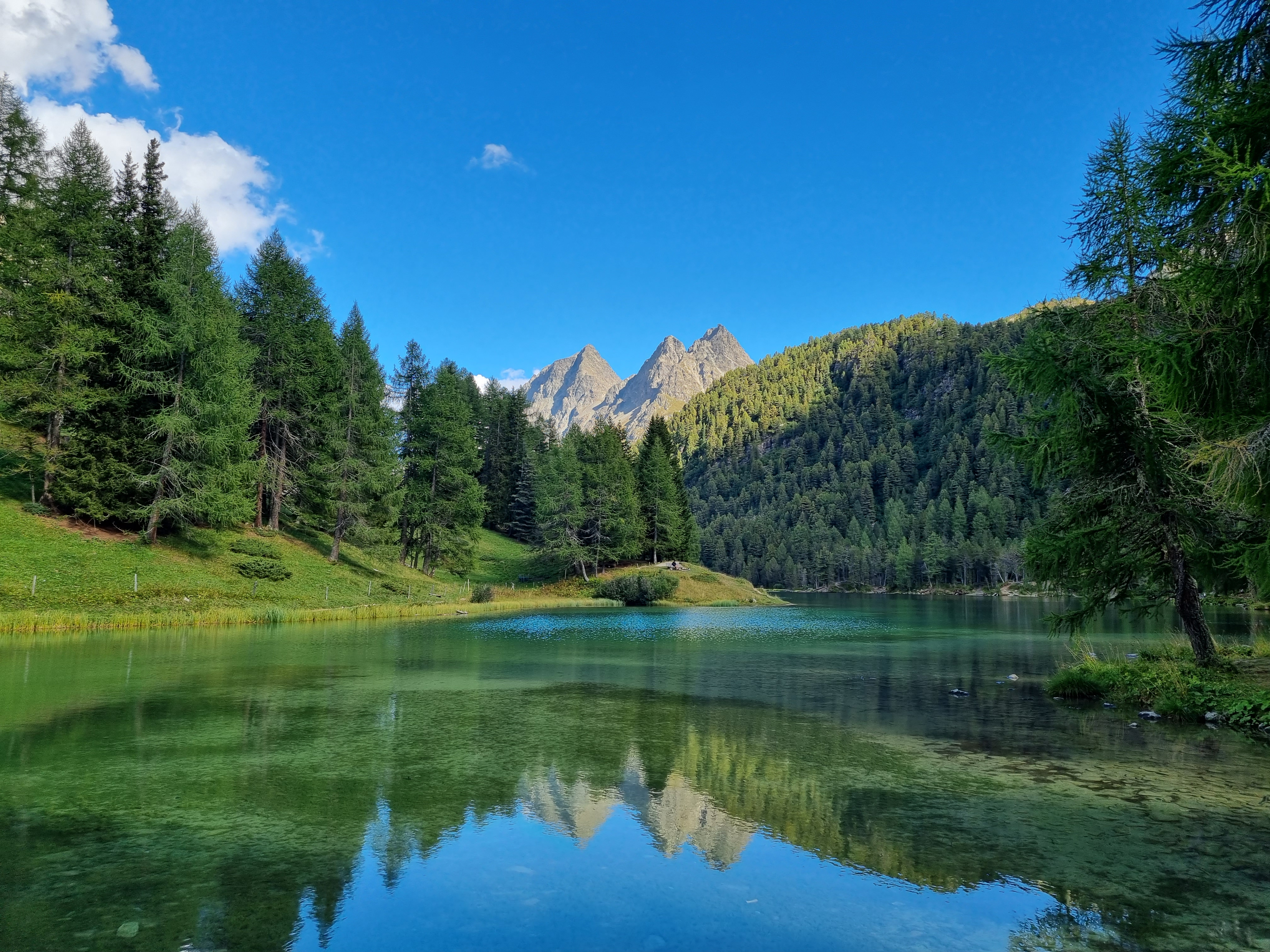
Der Dschimels (rechts) und der Piz da las Blais, vom Lai da Palpuogna aus fotografiert
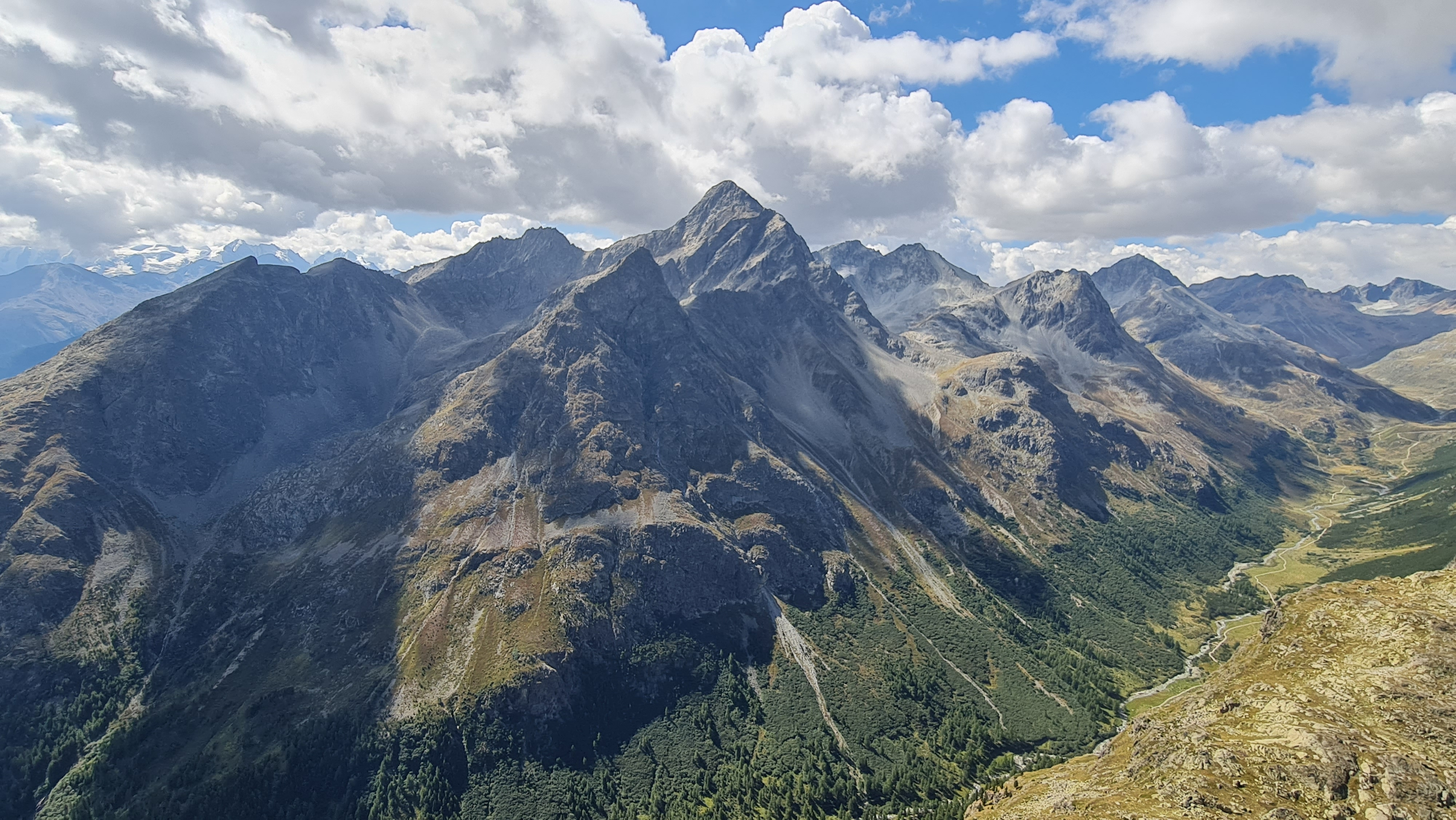
Blick vom Gipfel Richtung Süden zum Piz Ot (für Annotationen der einzelnen Berge aufs Bild klicken)
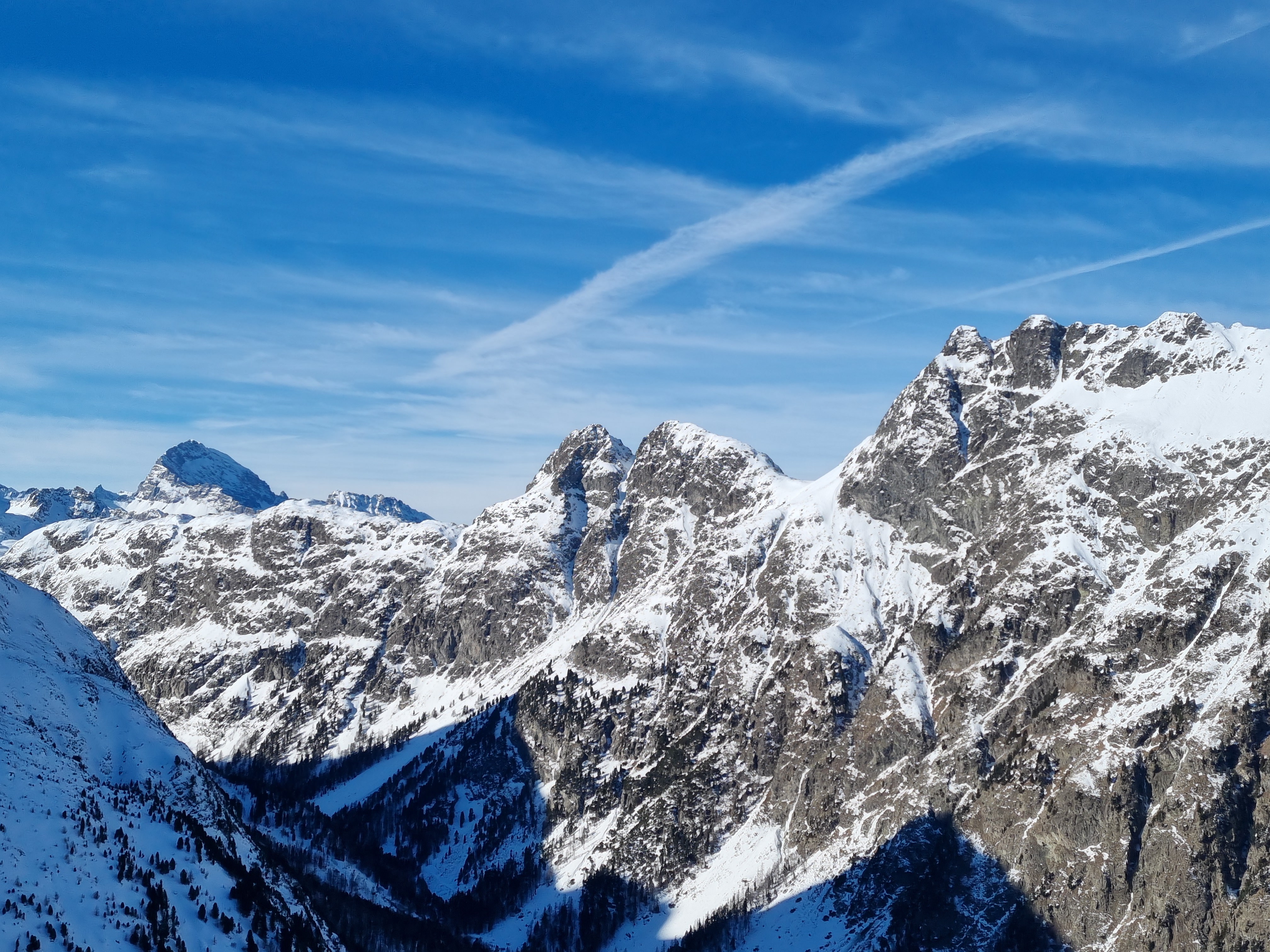
Piz Ela, Dschimels und Piz da las Blais, vom Cho d’Valletta aus betrachtet (für Annotationen der einzelnen Berge aufs Bild klicken)
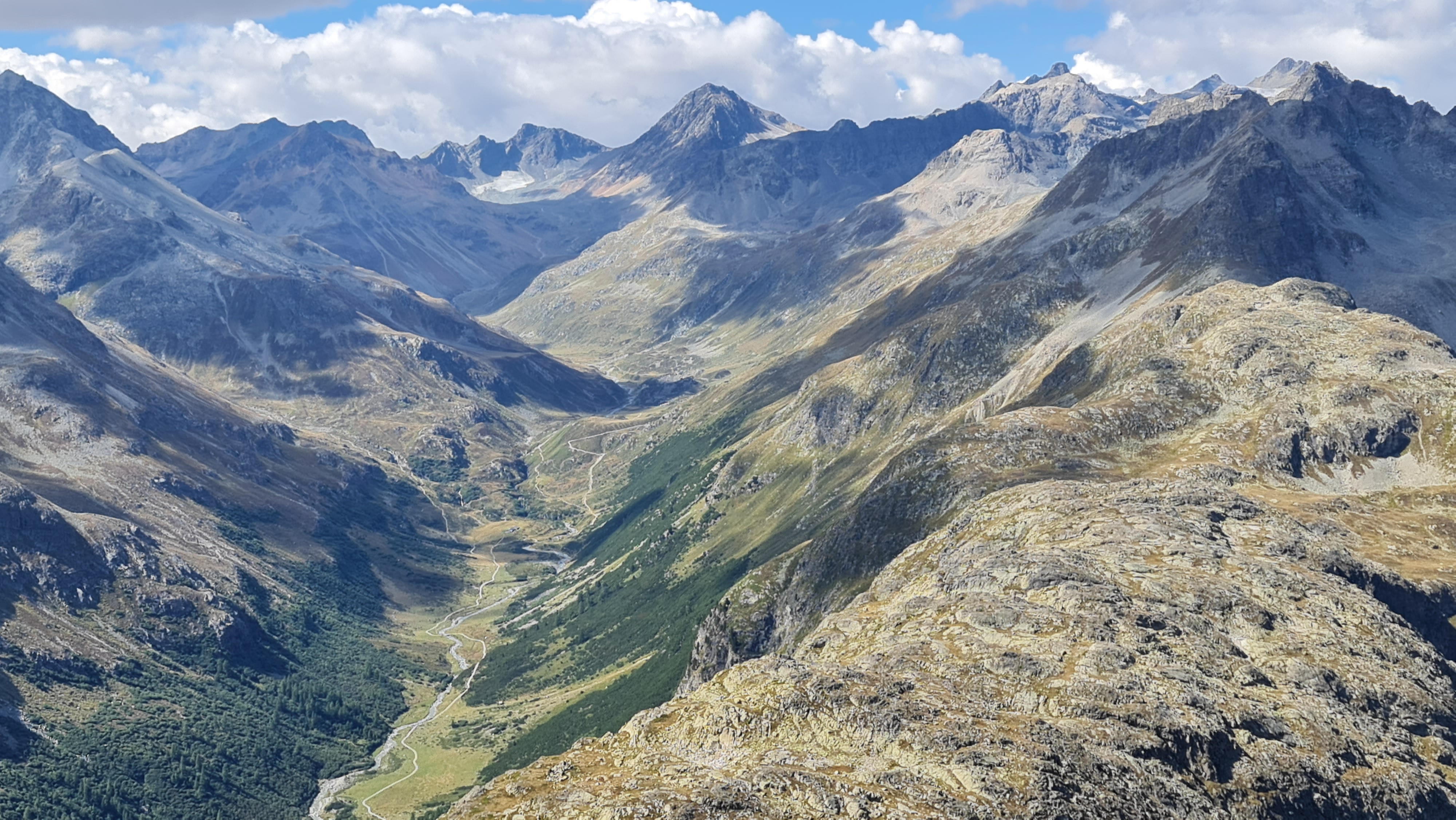
Blick Richtung Südwesten in die Val Bever (für Annotationen der einzelnen Berge aufs Bild klicken)
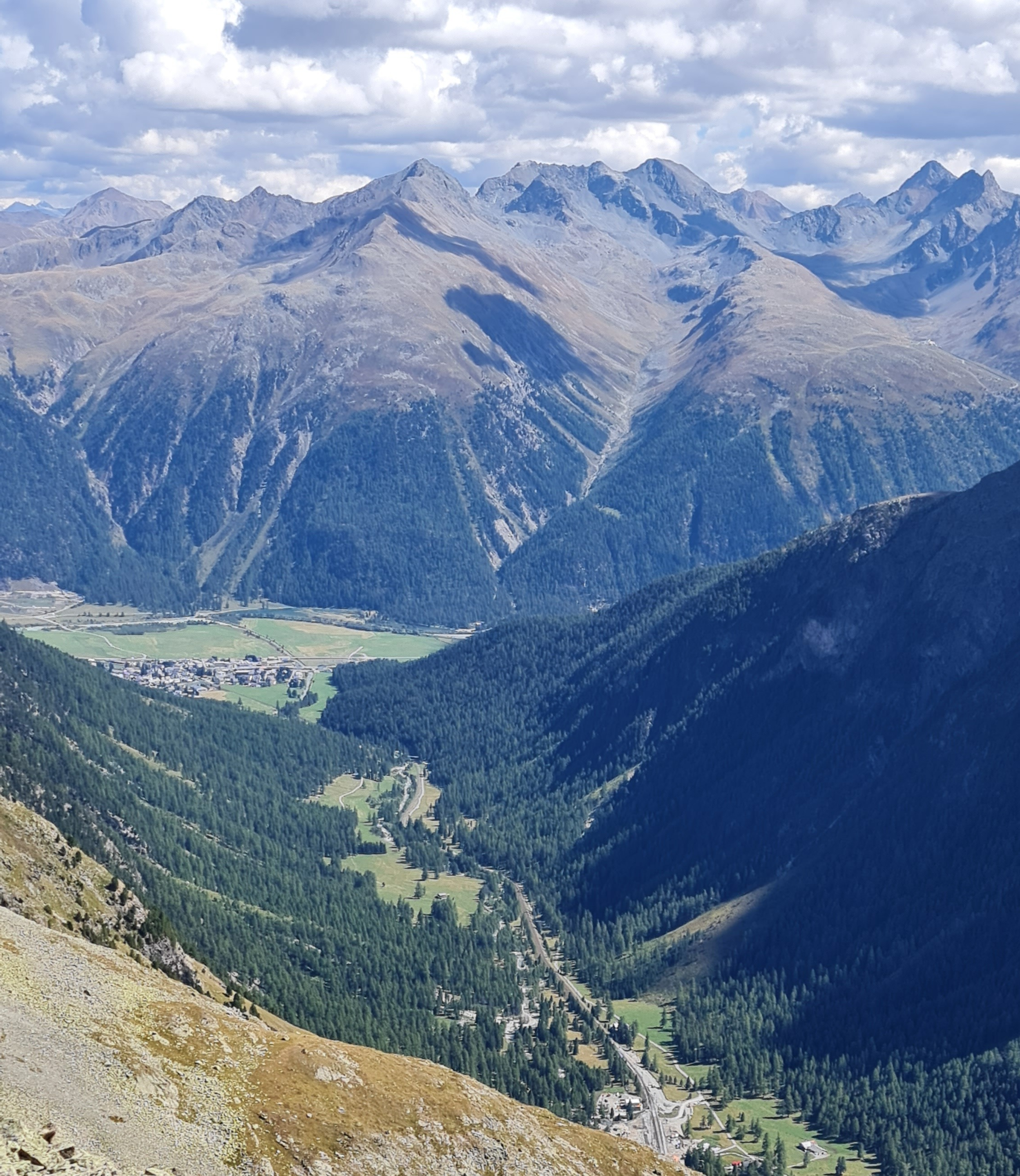
Blick nach Südosten talauswärts nach Spinas und Bever
Auch aus der Val Bernina ist der herzförmige Doppelgipfel des Dschimels zu sehen, fotografiert zwischen Pontresina und Morteratsch (für Annotationen der einzelnen Berge aufs Bild klicken)